# Campeonato alemán de fútbol de aficionados
El Campeonato alemán de fútbol de aficionados (en alemán: Deutsche Amateurmeisterschaft) fue un torneo de fútbol a nivel de clubes en Alemania organizado por la Asociación Alemana de Fútbol que existió de 1950 a 1998.

## Historia
El campeonato fue creado en 1950 como contraparte del Campeonato Alemán de Fútbol al cual solo podían acceder los equipos que jugaban en la Oberliga, la entonces primera división nacional, al cual solo se clasificaban los equipos de las ligas regionales más altas.
Para clasificar a este torneo se jugaban en las primeras ligas aficionadas de cada región, las cuales en su mayoría eran de tercera división a escala nacional con la excepción de las ligas de Niedersachsen, Bremen, Hamburg, Schleswig-Holstein y Berlín que eran de segunda categoría hasta que en 1963 al crearse la Bundesliga de Alemania pasaron a ser también de tercera categoría.
Para logra la clasificación los equipos debían de ser campeones regionales aficionados y no podían estar disputando rondas de ascenso al finalizar la temporada, aunque los equipos podían renunciar a las rondas de ascenso para jugar el campeonato, aunque estas ligas las podían ganar los equipos filiales de equipos profesionales porque de todos modos no podían ganar el ascenso, pero en la mayor parte de los casos los equipos participantes eran los subcampeones de cada liga regional.

### 1950-1955
En las primeras cinco temporadas la liga se jugó de la misma manera contando con la participación de 15 equipos bajo un sistema de eliminación directa a partido único donde un equipo avanzaba a la siguiente ronda sin jugar incluyendo solo equipos de Alemania Federal y Berlín Occidental ya que los equipos de Alemania Democrática y Sarre decidieron no formar parte del torneo.
Los equipos provenían de las siguientes ligas:
- De la Región Sur:
  - Amateurliga Bayern (III)
  - Amateurliga Württemberg (III)
  - Amateurliga Südbaden (III)
  - Amateurliga Nordbaden (III)
  - Amateurliga Hessen (III)
- De la Región Suroeste:
  - Amateurliga Rheinland (III)
  - Amateurliga Südwest (III)
  - Amateurliga Saarland (III) desde 1955
- De la Región Oeste:
  - Landesliga Niederrhein (III) en tres divisiones regionales
  - Landesliga Mittelrhein (III) en dos divisiones regionales
  - Landesliga Westfalen (III) en cinco divisiones regionales
- De la Región Norte:
  - Amateurliga Bremen (II)
  - Landesliga Schleswig-Holstein (II)
  - Amateuroberliga Niedersachsen (II) en dos divisiones regionales
  - Amateurliga Hamburg (II)
- De Berlín Occidental:
  - Amateurliga Berlin (II)

A partir de 1952 el sistema de eliminación directa fue reemplazado por un sistema de fase de grupos, con tres grupos de cuatro equipos y uno de tres, de donde salía un ganador. Los ganadores de cada grupo jugaban las semifinales.

#### Equipos Fundadores
Estos fueron los equipos que participaron en la primera temporada del campeonato:
| - Amateurliga Bremen (finalista): ATSV Bremen 1860 - Amateurliga Nordbaden (finalista): Karlsruher FV - Landesliga Niederrhein (ganador grupo 1): SC Cronenberg - Landesliga Mittelrhein (ganador grupo 1): SSV Troisdorf 05 - Landesliga Schleswig-Holstein (finalista): Heider SV - Amateurliga Württemberg (finalista): VfL Sindelfingen - Amateuroberliga Niedersachsen (finalista): SSV Delmenhorst - Amateurliga Hessen (finalista): Borussia Fulda | - Amateurliga Berlin (campeón): VfL Nord Berlin - Amateurliga Südbaden (campeón): FC 08 Villingen - Región de Rheinland: VfL Neuwied - Amateurliga Hamburg (3.º lugar): Union Altona - Amateurliga Bayern (finalista): FC Bayreuth - Landesliga Westfalen (campeón): SpVgg Röhlinghausen - Región Suroeste: SC Zweibrücken |

### 1955-1964
El sistema cambió en 1955 por un sistema de campeones de cinco zonas regionales (Norte, Sur, Suroeste, Oeste y Berlín Occidental) bajo un sistema de eliminación directa a partido único en la que en la primera ronda el campeón de Berlín Occidental jugaba contra uno de los campeones de las otras regiones, para que quedaran cuatro equipos en semifinales y una final, sistema de competición que se mantuvo hasta 1964.

### 1964-1978
A partir de 1964 participaban oficialmente los equipos de Sarre para completar 16 participantes con un sistema de eliminación directa a ida y vuelta hasta determinar a un campeón en una final que sí se jugaba a partido único en una sede neutral.
Así se jugaron las finales excepto en las temporadas de 1976/77 y 1977/78 que se jugaron a dos partidos ida y vuelta y en 1978 aparecen oficialmente las Oberligas.

### 1979-91
En 1978 se determinó que para la siguiente temporada las ligas serían reducidas de 16 a 8, las cuales pasarían a llamarse Amateur Oberliga en las que el campeón jugaría el torneo bajo el formato de los años previos hasta que en 1980 se decidió que la final se volviera a jugar a partido único pero en la sede de uno de los finalistas con el fin de atraer afición.
Las ligas elegidas fueron:
- Amateur Oberliga Bayern
- Amateur Oberliga Baden-Württemberg
- Amateur Oberliga Hessen
- Amateur Oberliga Südwest
- Amateur-Oberliga Berlin
- Amateur Oberliga Nordrhein
- Amateur Oberliga Westfalen
- Amateur Oberliga Nord

Luego de la temporada de 1980–81 los ganadores de las ocho ligas lograban el ascenso a la 2. Bundesliga, por lo que el campeonato se jugaba con los subcampeones de cada liga en la mayor parte de las veces. Este sistema de competición se mantuvo hasta la reunificación alemana en 1991.

### 1991-1994
Luego de la reunificación alemana el mapa de Alemania cambió drásticamente aumentando las ligas y la cantidad de participantes luego de que se unieran los equipos provenientes de Alemania Democrática y Berlín Occidental creando tres nuevas ligas luego de la desaparición de la Berlinliga:
- NOFV-Oberliga Nord
- NOFV-Oberliga Mitte
- NOFV-Oberliga Süd

El campeonato pasó a jugarse con 10 equipos, los cuales eran subcampeones de cada liga. Con la diferencia de que se jugaba una fase de grupos de cinco equipos, norte y sur. Cada equipo debía enfrentar a sus rivales de grupo una vez y los ganadores de cada grupo jugaban la final. En la temporada de 1991–92 el Rot-Weiß Essen se convirtió en el primer y único club que jugó en el Campeonato Alemán (1955) y en el Campeonato alemán de fútbol de aficionados (1992) con su primer equipo. Luego de ganar la Copa de Alemania en 1953, fue el único equipo en ganar los tres títulos de campeones de las tres competiciones de fútbol de Alemania.
Este sistema solo estuvo por tres temporadas, 1991–92, 1992–93 y 1993–94, y fue reemplazado por las Regionalligas creadas en 1994 como la nueva tercera división de Alemania. Por lo que las Oberligas ya no continuaron siendo la principal liga aficionada del país.

### 1994-1998
Las Regionalligas fueron creadas en 1994 y los equipos aficionados formaban parte de las siguientes ligas regionales:
- Regionalliga Nord
- Regionalliga Nordost
- Regionalliga West/Südwest
- Regionalliga Süd

En las siguientes tres temporadas cuatro equipos eran los clasificados al torneo y variaba su modo de clasificar en cada año:
- 1994–95: Subcampeones de las cuatro ligas
- 1995–96: Campeón Nordost, tercer lugar West/Südwest, segundo y tercer lugar Süd
- 1996–97: Campeón Nordost, segundo y tercer lugar West/Südwest y tercer lugar Süd

Esto provocó que hubieran varios equipos diferentes fueran promovidos a la 2. Bundesliga en cada año.
En su última temporada el campeonato solo contó con tres participantes, los subcampeones de West/Südwest y Süd ay el campeón de Nordost. Se enfrentaron todos contra todos y el campeón fue el Tennis Borussia Berlin. Como consecuencia el club ascendió a la 2. Bundesliga. Esta última edición se jugó sin final por primera y única vez.

## Ediciones anteriores
El torneo tuvo 38 campeones diferentes:
| Year    | Campeón                     | Finalista                       | Resultado        | Fecha          | Sede                    | Asistencia    |
| ------- | --------------------------- | ------------------------------- | ---------------- | -------------- | ----------------------- | ------------- |
| 1950–51 | ATSV 1860 Bremen            | Karlsruher FV                   | 3–2              | 30-6-1951      | Berlín                  | 70 000        |
| 1951–52 | VfR Schwenningen            | Cronenberger SC                 | 5–2              | 22-6-1952      | Ludwigshafen            | 80 000        |
| 1952–53 | SV Bergisch Gladbach 09     | Homberger SpV                   | 3–2              | 28-6-1953      | Wuppertal               | 35 000        |
| 1953–54 | TSV Marl-Hüls               | SpVgg Neu-Isenburg              | 6–1              | 26-6-1954      | Gelsenkirchen           | 15 000        |
| 1954–55 | Sportfreunde Siegen         | SpVgg Bad Homburg               | 5–0              | 25-6-1955      | Wetzlar                 | 15 000        |
| 1955–56 | SpVgg Neu-Isenburg          | VfB Speldorf                    | 3–2              | 24-6-1956      | Berlín                  | 25 000        |
| 1956–57 | VfL Benrath                 | Alemannia 90 Berlin             | 4–2              | 23-6-1957      | Hannover                | 60 000        |
| 1957–58 | FV Hombruch 09              | ASV Bergedorf 85                | 3–1              | 14-6-1958      | Dortmund                | 20 000        |
| 1958–59 | FC Singen 04                | Arminia Hannover                | 3–2              | 14-6-1959      | Offenburg               | 9000          |
| 1959–60 | Hannover 96 Amateure        | BV Osterfeld                    | 1–1 aet / 3–0    | 26 & 29-6-1960 | Herford                 | 12 000 & 9000 |
| 1960–61 | KSV Holstein Kiel Amateure  | SV Siegburg 04                  | 5–1              | 24-6-1961      | Hannover                | 70 000        |
| 1961–62 | SC Tegel Berlin             | Tura Bonn                       | 1–0              | 30-6-1962      | Wuppertal               | 12 000        |
| 1962–63 | VfB Stuttgart Amateure      | VfL Wolfsburg                   | 1–0              | 6-7-1963       | Kassel                  | 10 000        |
| 1963–64 | Hannover 96 Amateure        | SV Wiesbaden                    | 2–0              | 27-6-1964      | Hagen                   | 10 000        |
| 1964–65 | Hannover 96 Amateure        | SV Wiesbaden                    | 2–1              | 27-6-1965      | Siegen                  | 8000          |
| 1965–66 | SV Werder Bremen Amateure   | Hannover 96 Amateure            | 5–1              | 2-7-1966       | Herford                 | 10 000        |
| 1966–67 | STV Horst Emscher           | Hannover 96 Amateure            | 2–0              | 1-7-1967       | Herford                 | 8500          |
| 1967–68 | VfB Marathon Remscheid      | FC Wacker München               | 5–3 aet          | 9-6-1968       | Bochum                  | 10 000        |
| 1968–69 | SC Jülich                   | SpVgg Erkenschwick              | 2–1              | 12-7-1969      | Krefeld                 | 12 000        |
| 1969–70 | SC Jülich                   | Eintracht Braunschweig Amateure | 3–0              | 11-7-1970      | Siegen                  | 8000          |
| 1970–71 | SC Jülich                   | VfB Stuttgart Amateure          | 1–0              | 10-7-1971      | Würzburg                | 6000          |
| 1971–72 | FSV Frankfurt               | TSV Marl-Hüls                   | 2–1              | 8-7-1972       | Neuwied                 | 10 000        |
| 1972–73 | SpVgg Bad Homburg           | 1. FC Kaiserslautern Amateure   | 1–0              | 30-6-1973      | Offenbach               | 7000          |
| 1973–74 | SSV Reutlingen              | VfB Marathon Remscheid          | 2–2 aet / 2–1    | 29-6-1974      | Worms                   | 5000 & 2500   |
| 1974–75 | VfR Oli Bürstadt            | Victoria Hamburg                | 3–0              | 29-6-1975      | Ludwigsburg             | 8000          |
| 1975–76 | SV Holzwickede              | VfR Oli Bürstadt                | 1–0              | 27-6-1976      | Oldenburg               | 750           |
| 1976–77 | Fortuna Düsseldorf Amateure | SV Sandhausen                   | 1–0 / 2–2        | 22 & 26-6-1977 | Düsseldorf & Sandhausen | 8000 & 10 000 |
| 1977–78 | SV Sandhausen               | ESV Ingolstadt                  | 2–0 / 1–1        | 24 & 28-6-1978 | Ingolstadt & Sandhausen | 2100 & 5000   |
| 1978–79 | ESV Ingolstadt              | Hertha Zehlendorf               | 4–1 / 0–1        | 27 & 30-6-1979 | Ingolstadt & Berlín     | 3000 & 3600   |
| 1979–80 | VfB Stuttgart Amateure      | FC Augsburg                     | 2–1              | 20-6-1980      | Stuttgart               | 2000          |
| 1980–81 | 1. FC Köln Amateure         | FC St. Pauli                    | 2–0              | 14-6-1981      | Cologne                 | 7500          |
| 1981–82 | FSV Mainz                   | SV Werder Bremen Amateure       | 3–0              | 17-6-1982      | Mainz                   | 8000          |
| 1982–83 | FC 08 Homburg               | FC Bayern München Amateure      | 2–0 aet          | 17-6-1983      | Homburg                 | 6000          |
| 1983–84 | Offenburger FV              | SC Eintracht Hamm               | 4–1              | 16-6-1984      | Offenburg               | 8000          |
| 1984–85 | SV Werder Bremen Amateure   | DSC Wanne-Eickel                | 3–0              | 22-6-1985      | Bremen                  | 3000          |
| 1985–86 | BVL 08 Remscheid            | VfR Oli Bürstadt                | 2–1 aet          | 21-6-1986      | Remscheid               | 8000          |
| 1986–87 | MSV Duisburg                | FC Bayern München Amateure      | 4–1              | 21-6-1987      | Duisburg                | 10 000        |
| 1987–88 | Eintracht Trier             | VfB Oldenburg                   | 0–0 aet, 5–4 pen | 19-6-1988      | Oldenburg               | 7000          |
| 1988–89 | Eintracht Trier             | SpVgg Bad Homburg               | 1–1 aet, 5–4 pen | 17-6-1989      | Trier                   | 5500          |
| 1989–90 | FSV Salmrohr                | Rheydter SpV                    | 2–0              | 10-6-1990      | Salmrohr                | 3000          |
| 1990–91 | SV Werder Bremen Amateure   | SpVgg 07 Ludwigsburg            | 2–1              | 9-6-1991       | Ludwigsburg             | 4500          |
| 1991–92 | Rot-Weiss Essen             | SpVgg Bad Homburg               | 3–2 aet          | 13-6-1992      | Essen                   | 6395          |
| 1992–93 | SV Sandhausen               | SV Werder Bremen Amateure       | 2–0              |                | Sandhausen              | 3000          |
| 1993–94 | SC Preußen Münster          | Kickers Offenbach               | 1–0              | 11-6-1994      | Offenbach               | 6000          |
| 1994–95 | VfL Osnabrück               | Stuttgarter Kickers             | 4–2 aet          | 13-6-1995      | Stuttgart               | 1194          |
| 1995–96 | SSV Ulm 1846                | VfR Mannheim                    | 2–1              | 15-6-1996      | Ulm                     | 500           |
| 1996–97 | SSV Reutlingen              | Rot-Weiß Oberhausen             | 2–1              |                | Oberhausen              | 1600          |
| 1997-98 | Tennis Borussia Berlin      | Sportfreunde Siegen             | Lig.             |                |                         |               |

Fuente:

## Títulos por equipo
| Club                        | Títulos | Finalista |
| --------------------------- | ------- | --------- |
| Hannover 96 Amateure        | 3       | 2         |
| SV Werder Bremen Amateure   | 3       | 2         |
| SC Jülich                   | 3       | 0         |
| VfB Stuttgart Amateure      | 2       | 1         |
| SV Sandhausen               | 2       | 1         |
| SSV Reutlingen              | 2       | 0         |
| Eintracht Trier             | 2       | 0         |
| SpVgg Bad Homburg           | 1       | 3         |
| VfR Oli Bürstadt            | 1       | 2         |
| TSV Marl-Hüls               | 1       | 1         |
| Sportfreunde Siegen         | 1       | 1         |
| SpVgg Neu-Isenburg          | 1       | 1         |
| VfB Marathon Remscheid      | 1       | 1         |
| ESV Ingolstadt              | 1       | 1         |
| VfL Osnabrück               | 1       | 1         |
| ATSV 1860 Bremen            | 1       | 0         |
| VfR Schwenningen            | 1       | 0         |
| SV Bergisch Gladbach 09     | 1       | 0         |
| VfL 06 Benrath              | 1       | 0         |
| FV Hombruch 09              | 1       | 0         |
| FC Singen 04                | 1       | 0         |
| KSV Holstein Kiel Amateure  | 1       | 0         |
| SC Tegel Berlin             | 1       | 0         |
| STV Horst-Emscher           | 1       | 0         |
| FSV Frankfurt               | 1       | 0         |
| SV Holzwickede              | 1       | 0         |
| Fortuna Düsseldorf Amateure | 1       | 0         |
| 1. FC Köln Amateure         | 1       | 0         |
| FSV Mainz 05                | 1       | 0         |
| FC 08 Homburg               | 1       | 0         |
| Offenburger FV              | 1       | 0         |
| BVL 08 Remscheid            | 1       | 0         |
| MSV Duisburg                | 1       | 0         |
| FSV Salmrohr                | 1       | 0         |
| Rot-Weiß Essen              | 1       | 0         |
| SC Preußen Münster          | 1       | 0         |
| SSV Ulm 1846                | 1       | 0         |
| Tennis Borussia Berlin      | 1       | 0         |